# Жуківцівська сільська рада
| Жуківцівська сільська рада — колишній орган місцевого самоврядування у Обухівському районі Київської області з адміністративним центром у с. Жуківці. Історична дата утворення: в 1920 році. Водоймища на території, підпорядкованій даній раді: Бобриця. Сільській раді були підпорядковані населені пункти: - с. Жуківці |

## Склад ради
Рада складалася з 16 депутатів та голови.

### Керівний склад ради
| ПІБ                         | Основні відомості                                                                       | Дата обрання | Дата звільнення |
| --------------------------- | --------------------------------------------------------------------------------------- | ------------ | --------------- |
| Граб Світлана Володимирівна | Сільський голова, 1962 року народження, освіта, позапартійна                            | 26.03.2006   | 31.10.2010      |
| Граб Світлана Володимирівна | Сільський голова, 1962 року народження, освіта середня спеціальна, член Партії регіонів | 31.10.2010   |                 |

Примітка: таблиця складена за даними джерела